# 狩江村
狩江村（かりえむら）は、1955年（昭和30年）まで愛媛県東宇和郡にあった村である。
現在の西予市の西部に位置し、宇和海に面した農漁村であった。昭和の合併により俵津村と合併しいったん豊海村（とよみむら）となり、さらに3年後の高山村との合併で明浜町（あけはまちょう）、さらに平成の合併で西予市（せいよし）となり、現在に至っている。

## 地理
現在の西予市の西部。南は法華津湾（宇和海）に面している。北は極山、十ケ森、権現山等を境に宇和町（一足先の1954年に合併成立）に、東は俵津村に、西は高山村に接しているが、高山村との間はしばらく断崖海岸が続く。いずれの浦も南南東方向が開けており、季節風をさえぎり、湾内は波静か。
- 島 - 水越島
- 岬 - すの崎、だけの鼻

村名の由来
狩浜（かりはま）と渡江（とのえ）から一字ずつとった合成地名。狩浜は藩政期には宇和島藩の猟場があったことから、名づけられた。

## 歴史
藩政期
- はじめ宇和島藩領。
- 伊予吉田藩の分知に際して、渡江浦・狩浜浦は俵津浦とともに伊予吉田藩領となる。

明治以降
- 1889年（明治22年）12月15日 - 町村制・市制施行時に狩浜村と渡江村との合併により狩江村となる。
- 1915年（大正4年） - 狩江郵便局開局。
- 1919年（大正8年） - 電灯ともる。
- 1949年（昭和24年） - 狩江漁業組合設立。
- 1952年（昭和27年） - 簡易水道完成。
- 1955年（昭和30年）3月21日 - 俵津村との合併により、豊海村となる。狩浜に役場をおく。
役場位置をめぐって高山村と相譲らず、周辺の村々が次々に合併していく中、いったん俵津村と合併して豊海村とした。この経緯については、明浜町の記事を参照のこと。

```
狩江村の系譜
（町村制実施以前の村）　（明治期）
　　　　　　　　　　　　町村制施行時
田之浜浦　━━━━┓
　　　　　　　　　┣━　高山村　━━━━━━━━━━━┓
高山浦　　━━━━┛　　　　　　　　　　　　　　　　　┃
　　　　　　　　　　　　　　　　　　　　　　　　　　　┣━━　明浜町
俵津浦　　━━━━━━　俵津村　━━━┓　　　　　　　┃（昭和33年1月1日）
狩浜浦　　━━━━┓　　　　　　　　　┣━　豊海村　━┛
　　　　　　　　　┣━　狩江村　━━━┛（昭和30年3月21日）
渡江浦　　━━━━┛

（注記）明浜町の平成の合併の系譜については、明浜町の記事を参照のこと。

```

## 地域
明治の町村制施行に際し、狩浜浦、渡江浦の2箇村がそのまま大字となった。狩浜は本浦、枝浦の2つの浦に別れ、渡江は一つの浦であるが、いずれも民家は湾奥の海岸沿いの地域に密集している。

## 行政
役場
大字狩浜に置かれていた。

## 産業
果樹園の段畑と漁村景観が西予市下で2019年に文化財保護法の重要文化的景観に「宇和海狩浜の段畑と農漁村景観」として選定された。
農業
米、麦、甘藷芋、夏柑、櫨、などを産した。明治以降特に桑の栽培が奨励され養蚕が盛んになった。その後、背後の山々はウンシュウミカンへの転作が行なわれ、昭和40年代には傾斜地のほとんどは果樹園となり、山頂近くまでみかん園となった。
漁業
藩政期から沿岸で鰯漁が営まれ、煮干等に加工されている。

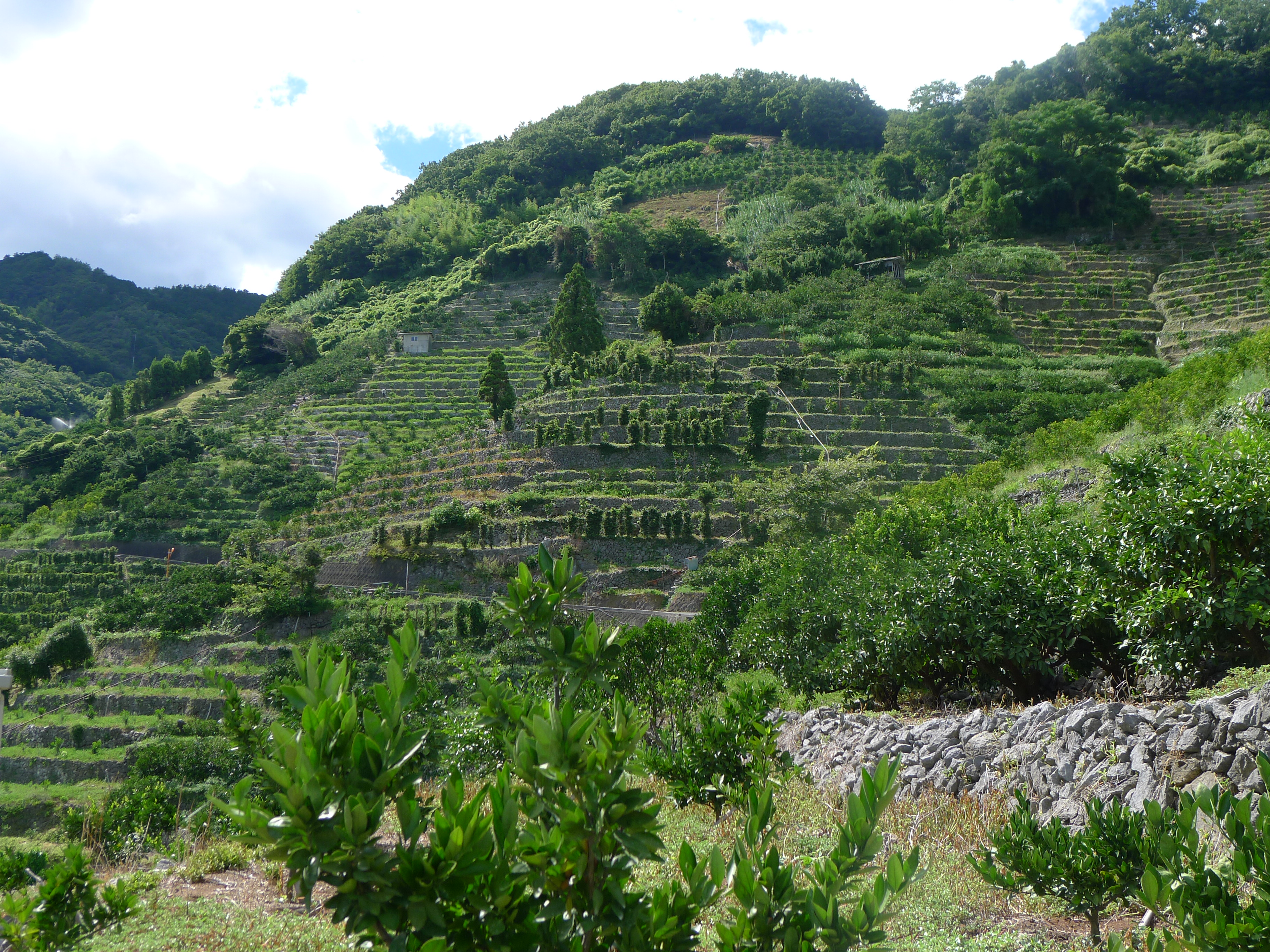
段畑
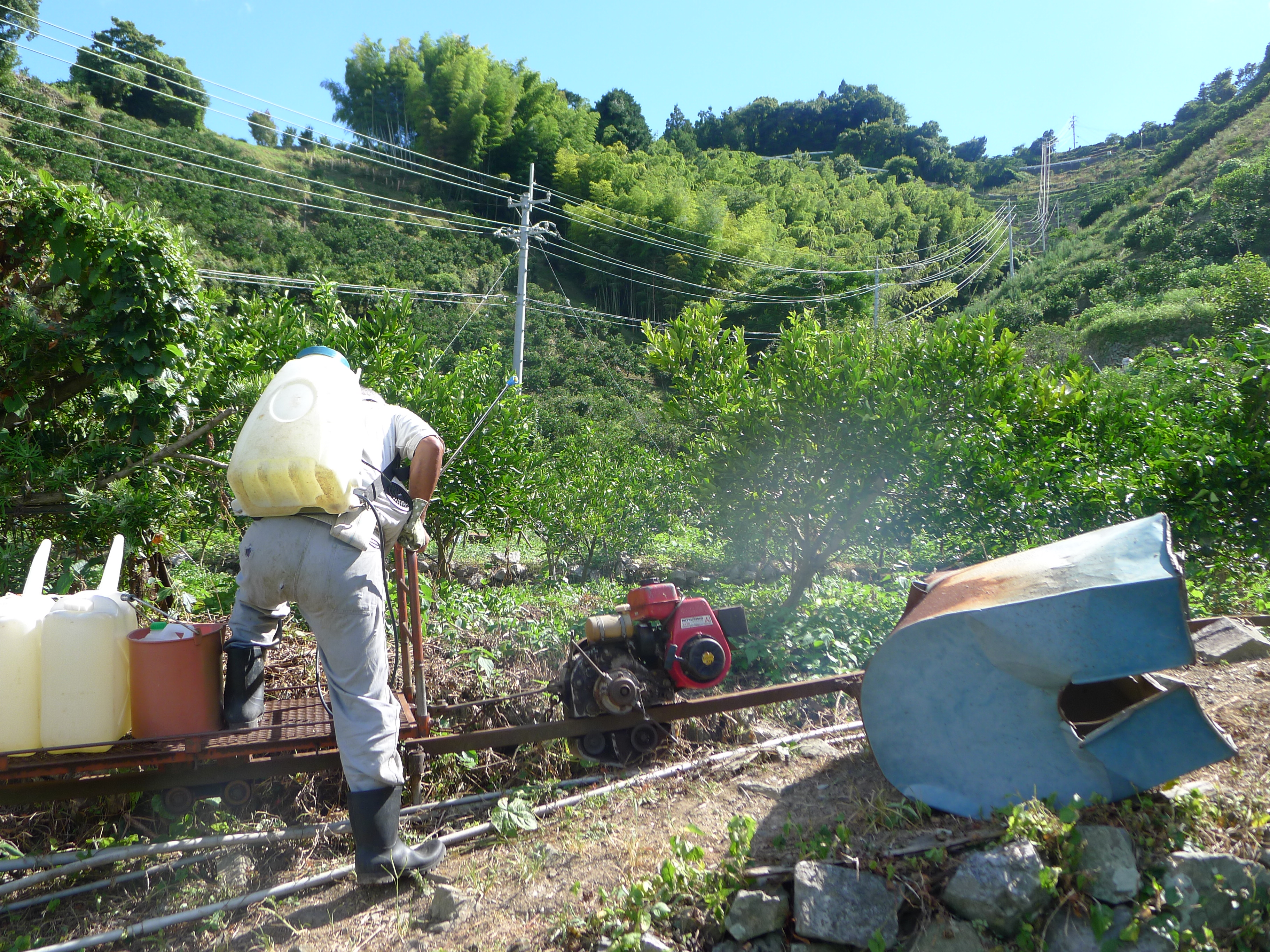
段畑上段へはモノレールで向かう
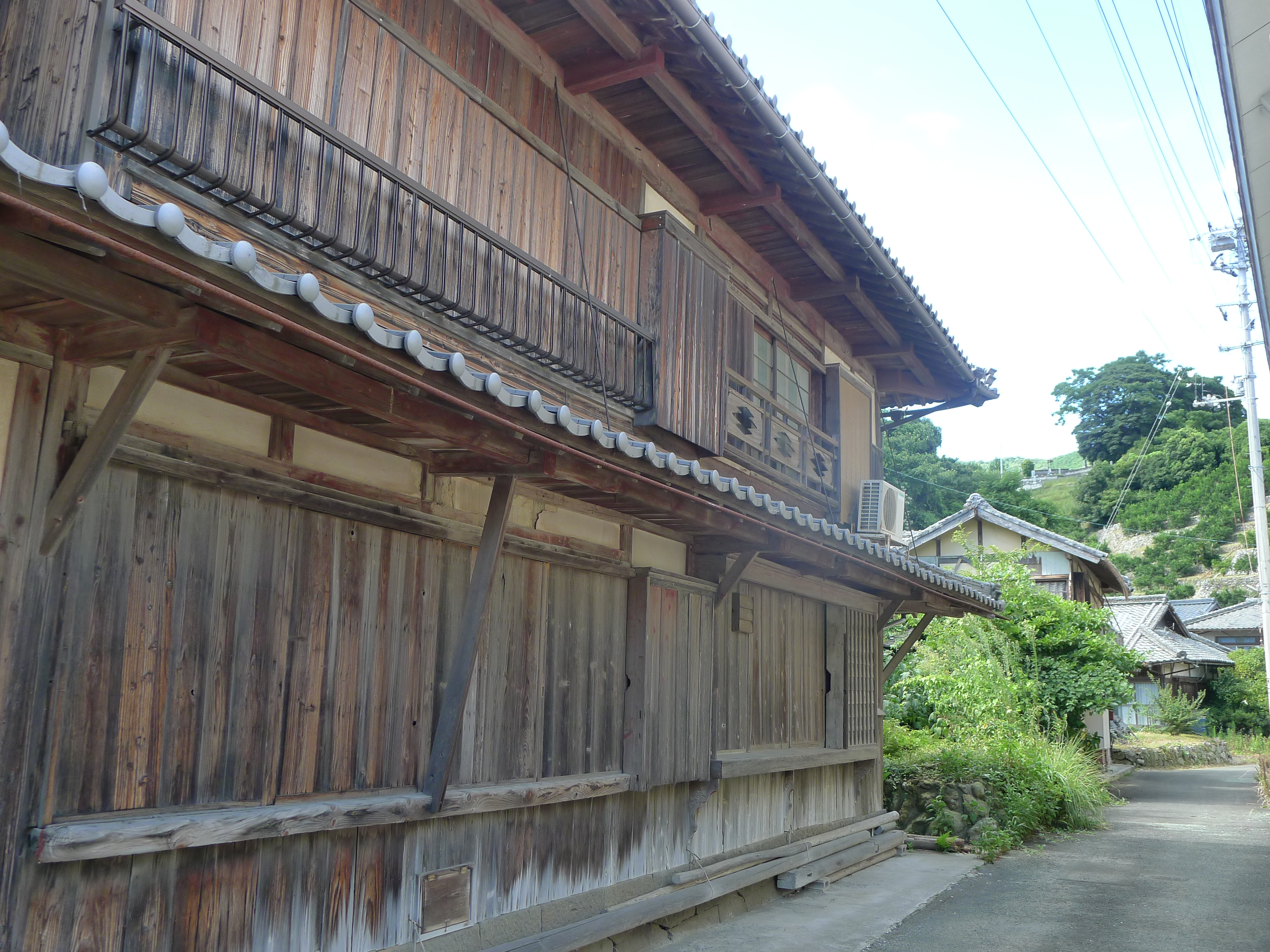
漁村の家屋
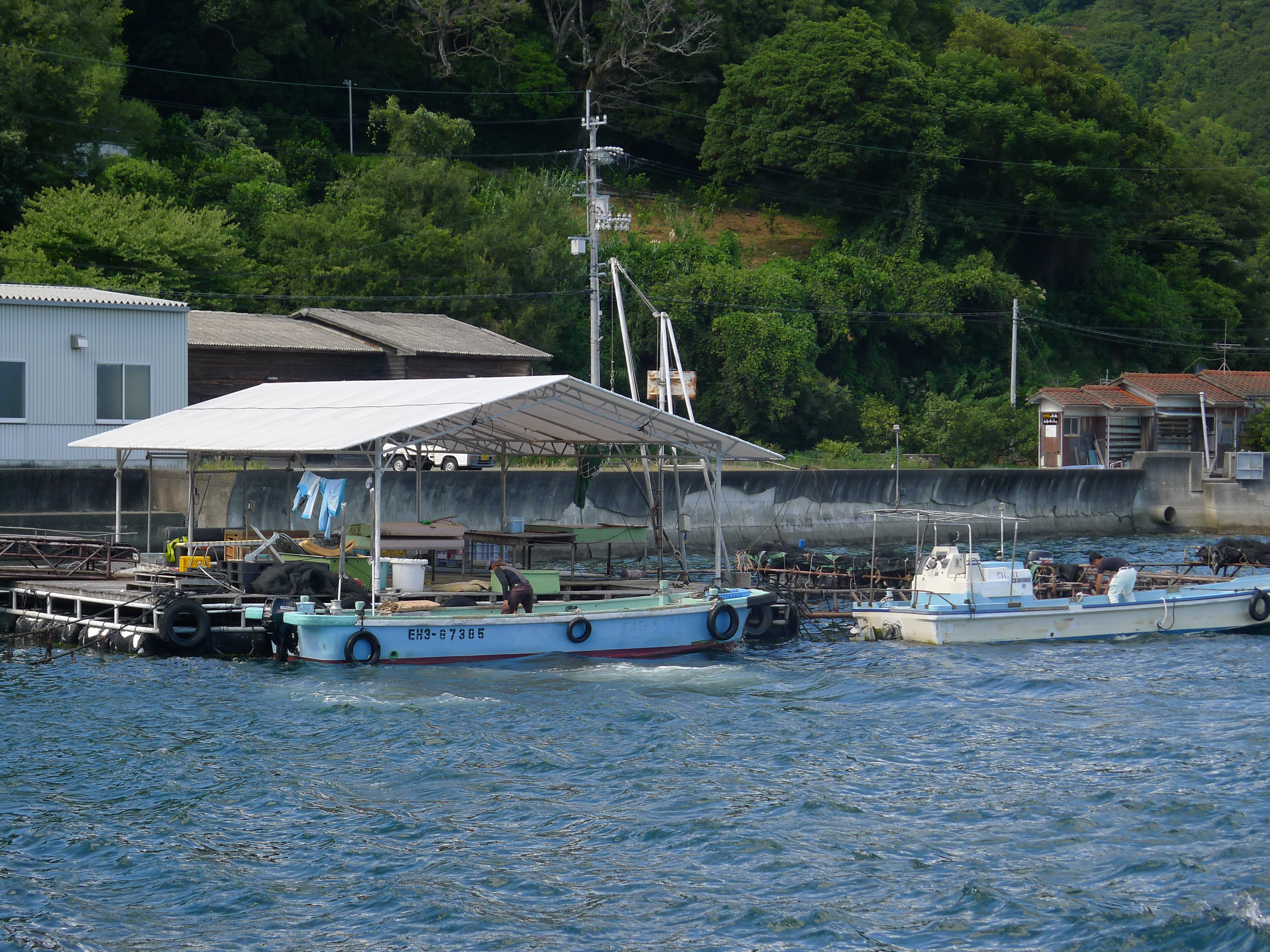
漁港

## 交通
当村を通る鉄道はなく、最寄り駅は予讃線卯之町駅。
海岸に沿った県道が他の地域と結ぶ道路。

## 文化
- 渡江くずし踊り

## 名所
- 春日神社